# Primera Autonómica Preferente de Castilla-La Mancha 2013-14
La Primera Autonómica Preferente de Castilla-La Mancha comenzó el 1 de septiembre de 2013 y terminará su fase regular el 11 de mayo de 2014. Tras ello tendrán lugar los play-off de ascenso a Tercera División Nacional.

## Sistema de competición
La Primera Autonómica Preferente de Castilla-La Mancha 2013/14 está organizada por la Federación de Fútbol de Castilla-La Mancha (FFCM).
Como en temporadas precedentes, la Preferente 2013/14 consta de dos grupos (los equipos son designados en uno u otro por la cercanía con los otros rivales) integrados por 18 clubes de toda Castilla-La Mancha. Siguiendo un sistema de liga, los 18 equipos se enfrentan todos contra todos en dos ocasiones —una en campo propio y otra en campo contrario— sumando un total de 34 jornadas. El orden de los encuentros se decidió por sorteo antes de empezar la competición.
La clasificación final se establecerá con arreglo a los puntos obtenidos en cada enfrentamiento, a razón de tres por partido ganado, uno por empatado y ninguno en caso de derrota. Si al finalizar el campeonato dos equipos igualasen a puntos, los mecanismos para desempatar la clasificación serán los siguientes:
- El que tenga una mayor diferencia entre goles a favor y en contra en los enfrentamientos entre ambos.
- Si persiste el empate, se tendrá en cuenta la diferencia de goles a favor y en contra en los 2 partidos jugados entre ellos.

Si el empate a puntos es entre tres o más clubes, los sucesivos mecanismos de desempate serán los siguientes: 
- La mejor puntuación de la que a cada uno corresponda a tenor de los resultados de los partidos jugados entre sí por los clubes implicados.
- La mayor diferencia de goles a favor y en contra, considerando únicamente los partidos jugados entre sí por los clubes implicados.
- La mayor diferencia de goles a favor y en contra teniendo en cuenta todos los encuentros del campeonato.
- El mayor número de goles a favor teniendo en cuenta todos los encuentros del campeonato.

### Efectos de la clasificación
El primero de cada grupo será directamente ascendido a Tercera División para la próxima temporada. Los dos segundos jugarán un play-off por el ascenso, por lo que al final ascenderán tres equipos. Las plazas de estos equipos serán cubiertas la próxima temporada por los tres últimos clasificados del grupo XVIII, de esta temporada, en Tercera División.
Por su parte, los cuatro últimos clasificados de cada grupo (puestos del 15º al 18º) serán descendidos a la Primera División Autonómica de Castilla-La Mancha.
Puede dar el caso, que asciendan más equipos a Segunda División B lo que provocaría que ascendieran más equipos de esta categoría para completar los 20 equipos de Tercera División.

## Equipos participantes

### Ascensos y descensos
| Pos.      | Ascendidos a 3ª División                        |
| --------- | ----------------------------------------------- |
| 1.º G. I  | La Gineta C. F.                                 |
| 1.º G. II | Yugo-U. D. Socuellamos C. F.                    |
| 2.º G. I  | C. D. E. E. F. Zona 5 (promoción)               |
| 2.º G. II | C. D. Pedroñeras (ocupa plaza de CD Toledo SAD) |
| 3.º G. I  | Atlético Ibañes (ocupa plaza de UB Conquense)   |

| Pos.          | Descendidos de 3ª División |
| ------------- | -------------------------- |
| 18.º G. XVIII | C. D. Marchamalo           |
| 19.º G. XVIII | C. D. Torrijos             |
| 20.º G. XVIII | U. D. Talavera             |

| Pos.       | Descendidos a 1ª División Autonómica           |
| ---------- | ---------------------------------------------- |
| 4.º G. I   | Daimiel C. F. (fusión con Daimiel Racing Club) |
| 7.º G. II  | C. D. Illescas "B" (renuncia a la categoría)   |
| 14.º G. II | C. D. Carranque (renuncia a la categoría)      |
| 15.º G. I  | U. D. Carrión                                  |
| 15.º G. II | Motilla C. F.                                  |
| 16.º G. I  | C. D. B. E. F. Valdepeñas                      |
| 16.º G. II | C. D. Pantoja                                  |
| 17.º G. I  | Piedrabuena Dintel F. C.                       |
| 17.º G. II | A. D. Seseña C. F.                             |
| 18.º G. I  | C. D. Puertollano "B"                          |
| 18.º G. II | Dinamo de Guadalajara                          |

| Pos.       | Ascendidos de 1ª División Autonómica                   |
| ---------- | ------------------------------------------------------ |
| 1.º G. I   | U. D. Tobarra                                          |
| 1.º G. II  | Cervantes C. F. Bogas-Bus                              |
| 1.º G. III | C. D. E. E. F. B. Ciudad de Talavera                   |
| 1.º G. IV  | C. D. Quintanar                                        |
| 2.º G. I   | La Roda C. F. "B"                                      |
| 2.º G. II  | C. D. U. Criptanense Tierra de Gigantes                |
| 2.º G. III | C. D. E. E. F. Patrocinio                              |
| 2.º G. IV  | C. D. Tarancón                                         |
| 3.º G. II  | Daimiel Racing C. F. (ocupa plaza de Atlético Ibañés)  |
| 3.º G. III | C. D. Toledo S. A. D. "B" (ocupa plaza de Daimiel CF)  |
| 3.º G. IV  | C. F. Almaguer (ocupa plaza de CD Pedroñeras)          |
| 4.º G. III | C. F. Talavera la Nueva (ocupla plaza de CD Carranque) |
| 4.º G. IV  | C. D. El Casar (ocupa plaza de CD Illescas "B")        |

### Grupo I
| Equipo                                         | Ciudad                | Provincia   | Entrenador                                      | Estadio                           |
| ---------------------------------------------- | --------------------- | ----------- | ----------------------------------------------- | --------------------------------- |
| C. D. Miguelturreño                            | Miguelturra           | Ciudad Real | José Vicente Rojas Rivero                       | Candelario León Rivas             |
| C. F. La Solana                                | La Solana             | Ciudad Real | Juan de la Lara García - Cervigón               | La Moheda                         |
| Tomelloso C. F.                                | Tomelloso             | Ciudad Real | Vicente Javier Becerra Cañas                    | Municipal                         |
| Almagro C. F.                                  | Almagro               | Ciudad Real | Francisco José Martón Acevedo                   | Manuel Trujillo                   |
| Atlético Teresiano                             | Malagón               | Ciudad Real | Bandera de España                               | Félix Barrero                     |
| C. D. Piedrabuena                              | Piedrabuena           | Ciudad Real | Alberto Nieto - Sandoval Loro                   | El Olivar                         |
| C. D. B. Herencia                              | Herencia              | Ciudad Real | Enrique Moreno - Palancas Gallego - Iniesta     | José María Fernández de la Puebla |
| Daimiel Racing C. F.                           | Daimiel               | Ciudad Real | Francisco García - Moreno Martínez de la Sierra | Nuestra Señora del Carmen         |
| Cervantes C. F. Bogas-Bus                      | Argamasilla de Alba   | Ciudad Real | Bandera de España                               | Las Infantas                      |
| C. D. U. Criptanense Tierra de Gigantes        | Campo de Criptana     | Ciudad Real | León Pintado Aguilar                            | Agustín de la Fuente              |
| U. D. Tobarra                                  | Tobarra               | Albacete    | Juan Sahori Catalán                             | La Granja                         |
| La Roda C. F. "B"                              | La Roda               | Albacete    | Francisco Javier Vaquero Pallo                  | Nuevo Maracañí                    |
| Munera C. F.                                   | Munera                | Albacete    | Pedro José Carreño Vico                         | Municipal                         |
| C. D. E. B. Isso C. F.                         | Isso, Hellín          | Albacete    | Bandera de España                               | Josico                            |
| Madrigueras U. D.                              | Madrigueras           | Albacete    | Jorge Espinosa Cañadas                          | San Jorge                         |
| C. D. Mota del Cuervo                          | Mota del Cuervo       | Cuenca      | Ignacio Galindo García                          | Municipal                         |
| A. D. San José Obrero                          | Cuenca                | Cuenca      | Manuel Martínez Herrero                         | Obispo Laplana                    |
| C. D. Quintanar                                | Quintanar de la Orden | Toledo      | Manuel Iván Nieto Jiménez                       | Los Molinos                       |
| Datos actualizados a: 2 de septiembre de 2013. |                       |             |                                                 |                                   |

### Grupo II
| Equipo                                         | Ciudad               | Provincia   | Entrenador                               | Estadio                   |
| ---------------------------------------------- | -------------------- | ----------- | ---------------------------------------- | ------------------------- |
| A. D. Torpedo 66                               | Cebolla              | Toledo      | Luis Francisco Quintas Romo              | Municipal                 |
| C. D. Los Yébenes                              | Los Yébenes          | Toledo      | Bandera de España                        | Las Palomas               |
| C. D. Sonseca                                  | Sonseca              | Toledo      | Armando García López                     | Martín Juanes             |
| C. D. Villacañas                               | Villacañas           | Toledo      | Francisco José Fernández Santos          | Las Pirámides             |
| C. D. E. E. F. B. Ciudad de Talavera           | Talavera de la Reina | Toledo      | Alberto López Gómez                      | Diego Mateo Zarra         |
| U. D. Talavera                                 | Talavera de la Reina | Toledo      | Rubén Gamarra Diezma                     | El Prado                  |
| C. D. E. E. F. Patrocinio                      | Talavera de la Reina | Toledo      | José Antonio García Barbera              | Jesús Fraile "Patrocinio" |
| C. D. Toledo S. A. D. "B"                      | Toledo               | Toledo      | Francisco José González Vilches          | Anexo a Salto del Caballo |
| C. F. Talavera la Nueva                        | Talavera la Nueva    | Toledo      | José María Rodríguez Sánchez             | Municipal                 |
| C. D. Yuncos                                   | Yuncos               | Toledo      | Sergio Fraga Bouza                       | Villa de Yuncos           |
| C. F. Almaguer                                 | Corral de Almaguer   | Toledo      | Francisco José Arévalo Fernández - Cueva | Polideportivo Municipal   |
| C. D. Torrijos                                 | Torrijos             | Toledo      | Emilio López Amado                       | San Francisco             |
| C. D. Guadalajara "B"                          | Guadalajara          | Guadalajara | Fernando Miguel Cebrián Alarcón          | Anexo a Pedro Escartín    |
| C. D. El Casar                                 | El Casar             | Guadalajara | Alfonso Gutiérrez García                 | La Antigua                |
| C. F. Alovera                                  | Alovera              | Guadalajara | Juan Carlos Aguilera Toledano            | El Tomillar               |
| A. C. D. M. Horche                             | Horche               | Guadalajara | José María Martínez Gil                  | San Roque                 |
| C. D. Marchamalo                               | Marchamalo           | Guadalajara | Manuel Andradas Recio                    | La Solana                 |
| C. D. Tarancón                                 | Tarancón             | Cuenca      | Miguel Ángel Grande Serrano              | Municipal                 |
| Datos actualizados a: 2 de septiembre de 2013. |                      |             |                                          |                           |

### Equipos por provincias
| Provincia   | N.º | Equipos |
| ----------- | --- | --- |
| Toledo      | 13  | CD Quintanar (grupo I), CD Los Yébenes, CD Sonseca, CD Villacañas, CD Torrijos, CD Toledo SAD "B", CF Talavera la Nueva, CD Yuncos, AD Torpedo 66, CDE EF Patrocinio, UD Talavera, CDE EFB Ciudad de Talavera, CF Almaguer (Grupo II) |
| Ciudad Real | 10  | CD Miguelturreño, CF La Solana, Tomelloso CF, Almagro CF, Atlético Teresiano, CD Piedrabuena, CDB Herencia, Daimiel Racing CF, Cervantes CF, CDU Criptanense (Grupo I)                                                                |
| Albacete    | 5   | UD Tobarra, Munera CF, CDEB Isso CF, Madrigueras UD, La Roda CF "B" (Grupo I) |
| Guadalajara | 5   | ACDM Horche, CD El Casar, CD Marchamalo, CF Alovera, CD Guadalajara "B" (Grupo II) |
| Cuenca      | 4   | CD Mota del Cuervo, AD San José Obrero (Grupo I), CD Tarancón (grupo II) |

## Resultados y clasificaciones

### Grupo I

#### Clasificación
|  |     | Equipo                                  | PJ | Pts | G | E | P | GF | GC | Dif. |
|  | --- | --------------------------------------- | -- | --- | - | - | - | -- | -- | ---- |
|  | 1.  | C. F. La Solana                         | 12 | 26  | 7 | 5 | 0 | 27 | 13 | +14  |
|  | 2.  | Tomelloso C. F.                         | 12 | 25  | 8 | 1 | 3 | 25 | 15 | +10  |
|  | 3.  | C. D. E. B. Isso C. F.                  | 12 | 23  | 6 | 5 | 1 | 17 | 10 | +7   |
|  | 4.  | A. D. San José Obrero                   | 12 | 22  | 6 | 4 | 2 | 23 | 13 | +10  |
|  | 5.  | Munera C. F.                            | 12 | 22  | 7 | 1 | 4 | 23 | 18 | +5   |
|  | 6.  | Daimiel Racing C. F.                    | 12 | 21  | 6 | 3 | 3 | 17 | 13 | +4   |
|  | 7.  | Almagro C. F.                           | 12 | 21  | 6 | 3 | 3 | 14 | 11 | +3   |
|  | 8.  | C. D. Mota del Cuervo                   | 12 | 19  | 5 | 4 | 3 | 21 | 13 | +8   |
|  | 9.  | C. D. Miguelturreño                     | 12 | 16  | 4 | 4 | 4 | 18 | 21 | -3   |
|  | 10. | C. D. Quintanar                         | 12 | 15  | 5 | 0 | 7 | 17 | 19 | -2   |
|  | 11. | La Roda C. F. “B”                       | 12 | 13  | 4 | 1 | 7 | 13 | 17 | -4   |
|  | 12. | Cervantes Bogas-Bus C. F.               | 12 | 13  | 4 | 1 | 7 | 20 | 27 | -7   |
|  | 13. | C. D. Piedrabuena                       | 12 | 12  | 3 | 3 | 6 | 21 | 19 | +2   |
|  | 14. | Madrigueras U. D.                       | 12 | 12  | 3 | 3 | 6 | 16 | 21 | -5   |
|  | 15. | C. D. U. Criptanense Tierra de Gigantes | 12 | 12  | 3 | 3 | 6 | 14 | 21 | -7   |
|  | 16. | C. D. U. Herencia                       | 12 | 11  | 2 | 5 | 5 | 19 | 24 | -5   |
|  | 17. | U. D. Tobarra                           | 12 | 10  | 2 | 4 | 6 | 11 | 19 | -8   |
|  | 18. | Atlético Teresiano                      | 12 | 4   | 0 | 4 | 8 | 9  | 31 | -22  |

Fuente:Federación de Fútbol de Castilla-La Mancha
Pts = Puntos; PJ = Partidos Jugados; G = Partidos Ganados; E = Partidos Empatados; P = Partidos Perdidos; GF = Goles Anotados; GC = Goles Recibidos; Dif. = Diferencia de goles
|  | Ascenso a Tercera División.            |
|  | Playoff de ascenso a Tercera División. |
|  | Descenso a Primera Autonómica.         |

### Grupo II

#### Clasificación
|  |     | Equipo                               | PJ | Pts | G  | E | P | GF | GC | Dif. |
|  | --- | ------------------------------------ | -- | --- | -- | - | - | -- | -- | ---- |
|  | 1.  | C. D. Marchamalo                     | 12 | 33  | 11 | 0 | 1 | 33 | 6  | +27  |
|  | 2.  | C. D. Villacañas                     | 12 | 26  | 8  | 2 | 2 | 21 | 8  | +13  |
|  | 3.  | C. D. Toledo S. A. D. “B”            | 12 | 22  | 7  | 1 | 4 | 25 | 21 | +4   |
|  | 4.  | C. D. Yuncos                         | 12 | 20  | 6  | 2 | 4 | 18 | 14 | +4   |
|  | 5.  | C. D. E. E. F. Patrocinio            | 12 | 18  | 5  | 3 | 4 | 20 | 15 | +5   |
|  | 6.  | C. D. Guadalajara “B”                | 12 | 18  | 5  | 3 | 4 | 22 | 16 | +6   |
|  | 7.  | C. D. Los Yébenes                    | 12 | 18  | 5  | 3 | 4 | 27 | 25 | +2   |
|  | 8.  | C. D. E. E. F. B. Ciudad de Talavera | 12 | 18  | 5  | 3 | 4 | 14 | 12 | +2   |
|  | 9.  | A. D. Torpedo 66                     | 12 | 18  | 4  | 6 | 2 | 12 | 11 | +1   |
|  | 10. | C. D. Sonseca                        | 12 | 17  | 5  | 2 | 5 | 19 | 13 | +6   |
|  | 11. | C. D. Tarancón                       | 12 | 17  | 5  | 2 | 5 | 25 | 24 | +1   |
|  | 12. | C. D. Torrijos                       | 12 | 16  | 4  | 4 | 4 | 19 | 18 | +1   |
|  | 13. | C. D. El Casar                       | 12 | 15  | 4  | 3 | 5 | 16 | 18 | -2   |
|  | 14. | A. C. D. M. Horche                   | 12 | 11  | 3  | 2 | 7 | 11 | 20 | -9   |
|  | 15. | C. F. Alovera                        | 12 | 11  | 3  | 2 | 7 | 11 | 26 | -15  |
|  | 16. | U. D. Talavera                       | 12 | 10  | 2  | 4 | 6 | 12 | 21 | -9   |
|  | 17. | C. F. Almaguer                       | 12 | 7   | 2  | 1 | 9 | 12 | 26 | -14  |
|  | 18. | C. F. Talavera la Nueva              | 12 | 6   | 1  | 3 | 8 | 4  | 26 | -22  |

Fuente: Federación de Fútbol de Castilla-La Mancha
Pts = Puntos; PJ = Partidos Jugados; G = Partidos Ganados; E = Partidos Empatados; P = Partidos Perdidos; GF = Goles Anotados; GC = Goles Recibidos; Dif. = Diferencia de goles
|  | Ascenso a Tercera División.            |
|  | Playoff de ascenso a Tercera División. |
|  | Descenso a Primera Autonómica.         |

## Play-Off de ascenso a Tercera División
| Ida; |  | vs. |  |  |  |

| Vuelta; |  | vs. |  |  |  |

| Asciende a Tercera División |

## Goleadores

### Grupo I
| Pos. | Jugador                    | Equipo                         | Goles | PJ |
| ---- | -------------------------- | ------------------------------ | ----- | -- |
| 1.°  | Alberto Andrés Zapata Mico | Munera C. F.                   | 11    | 10 |
| 2.°  | Abdon Bastante Moreno      | C. D. Piedrabuena Munera C. F. | 9     | 12 |
| 3.º  | José Ramón Naranjo Delgado | C. F. La Solana                | 6     | 9  |
| 4.º  | Julián Regatero Contreras  | C. D. Mota del Cuervo          | 6     | 11 |
| 5.º  | Miguel Ángel Navalón Heras | C. D. Quintanar                | 6     | 11 |

Fuente: Federación de Fútbol de Castilla-La Mancha

### Grupo II
| Pos. | Jugador                        | Equipo                    | Goles | PJ  |
| ---- | ------------------------------ | ------------------------- | ----- | --- |
| 1.°  | Daoíz de la Plata Sánchez      | C. D. Marchamalo          | 15    | 122 |
| 2.°  | Luis Cuesta Fernández          | C. D. Villacañas          | 10    | 12  |
| 3.º  | Roberto Sánchez Romero         | C. D. E. E. F. Patrocinio | 9     | 12  |
| 4.º  | David Sánchez de la Calle      | C. D. Torrijos            | 7     | 9   |
| 5.º  | Juan José del Burgo Carpintero | C. D. Tarancón            | 7     | 11  |

Fuente: Federación de Fútbol de Castilla-La Mancha